# John Lestrange, 2. Baron Strange of Knockin
John Lestrange, 2. Baron Strange of Knockin (* 1282; † 1311) war ein englischer Adliger.
Er war der Sohn von John Lestrange, 1. Baron Strange of Knockin und dessen Frau Maud Deyville. Er nahm um 1308 an den Feldzügen gegen Schottland teil. Nach dem Tod seines Vaters erbte er 1309 dessen Besitzungen in Shropshire und den Titel Baron Strange of Knockin. Durch Writ of Summons vom 26. Oktober 1309 wurde er in das Parlament berufen. Er starb bereits Anfang 1311. Von seiner Frau ist nur der Vorname Isolda bekannt. Er hatte mehrere Kinder, darunter: 
- John Lestrange, 3. Baron Strange of Knockin
- Roger Lestrange, 4. Baron Strange of Knockin